# Bernadett Vágó
Bernadett Vágó (ur. 4 maja 1980 w Zalaegerszegu) – węgierska aktorka teatralna i dubbingowa.

## Życiorys
Kształciła się w Konserwatorium Muzycznym im. Béla Bartóka, a następnie w Budapeszteńskim Teatrze Operetki, z którym pozostaje związana jako artystka muzyczna.
W 2008 roku została uhonorowana wyróżnieniem „Aktor musicalowy roku” (Az Év Musical Színésze).

## Role dubbingowe (wybór)
Opracowano na podstawie źródła:
- Barbie: Tökéletes karácsony – Barbie
- Jégvarázs – Anna
- Jégvarázs: Party Láz – Anna
- A hercegnő és a béka – Tiana
- Mia és én – Yuko
- Léna farmja – Sofi
- Különös varázs – Marianne